# Kaspar Kenckel
Kaspar Kenckel, född 1650, död 1724, var en tysk-svensk målare.
Kenckel var elev till David Klöcker Ehrenstrahl och verkade främst som porträttmålare. Bland hans verk märks ett porträtt av riksrådet Carl Bonde med familj 1706 (på Trolleholms slott), porträtt av prosten Andreas Malmenius 1681 (Floda kyrka), porträtt av professor Erasmus Sackenskjöld (originalet kan vara det porträtt som finns hos Socialstyrelsen i Stockholm, en kopia av J. Hagen finns på Lunds universitet) samt en altartavla föreställande korsfästelsen för Västra Vingåkers kyrka 1686.